# Theodor Hugo Micklitz
Theodor Hugo Micklitz (8. listopadu 1856 Jeseník – 11. ledna 1922 Vídeň) byl rakouským lesníkem, myslivcem u dvora císaře Františka Josefa I. a profesorem na Univerzitě přírodních zdrojů a věd o živé přírodě ve Vídni.

## Životopis
Theodor Hugo Micklitz se narodil v lesnické rodině Julia Micklitze (1821–1885) a jeho manželky Klothildy Terezie Jany Hofmannové (* 1831). V roce 1878 ukončil studium na Univerzitě přírodních zdrojů a aplikovaných věd ve Vídni a nastoupil do rakouské státní lesnické služby. Až do roku 1881 byl zaměstnán nejprve v různých funkcích na lesních úřadech, následně složil státní zkoušku pro lesní službu a byl jmenován lesním asistentem. V roce 1891 se stal učitelem na Státní lesnické škole v Gußwerku. V letech 1894–1898 byl ředitelem loveckého dvora a lesního rádce v Eisenerz ve Štýrsku císaře Františka Josefa I. Poté byl jmenován ředitelem majetku císařských soukromých a rodinných fondů ve Vídni. V této pozici zůstal až do roku 1912. Od roku 1912 do své smrti v roce 1922 byl řádným profesorem na katedře lesního hospodářství a správy lesů na Univerzitě přírodních zdrojů a aplikovaných věd o živé přírodě ve Vídni. Během první světové války byl až do roku 1917 jako generální a lesnický mluvčí. Jeho úkolem bylo organizovat dodávky dřeva vojákům, stavbu lesních cest, dodávky jámového dřeva pro doly a pražce pro železnici. Postavil pily a stromy využívané k těžbě pryskyřice. Theodor je pohřben v rodinném hrobě svého strýce Roberta Micklitze (1818–1898) v Hietzinger Friedhof ve Vídni.

## Dílo
- Dřevařství v uzavřených a otevřených prostorách (zveřejněno u. A. in: history d. Rakouské zemědělství a lesnictví a jejich průmyslová odvětví 1848–1898, IV, 1899)
- Převod zásob ve Wienerwalde (zveřejněno u. A. in: Centralblatt pro celé lesnictví, současně orgán pro lesnické experimenty červen 1910, s. 243–257), esej o vědeckých poznatcích o výhodách smíšených porostů oproti čistým porostům
- Je vyřazení třídy Plenter z horního lesního pásu vysokých hor odůvodněné? (publikováno u.   A. in: Centralblatt pro celé lesnictví, současně orgán pro lesnické experimenty, 40. Vintage, 1914, str. 28–38)
- Prof. Dr. Theodor Micklitz a asistent H. Schmied: Pomocné stoly pro třídění smrkových polen ve stoje, W. Frick, Vídeň 1915
- Řízení zásob a metoda věkových skupin, Deuticke, Vídeň 1916
- Sdělení o lesích v rakousko-uherské vojenské správní oblasti Polsko, 43. Svazek, 1917, s. 132–46.
- Praktické rady pro lesní estetická opatření, 1918
- Rozvoj lesního zařízení (zveřejněno u.   A. in: Land-u. Lesnické učební noviny (Vídeň) 32, 1918, s. 1–11)
- Stanovení finanční splatnosti akcií, 1919
- Návrhy na přepracování lesního hospodářství a reformu státní správy lesů v německém Rakousku (rec.), 46. Vintage, 1920, str. 60–62.
- Účetní hodnota lesní nemovitosti, 1920

## Vyznamenání
- Zlatý kříž za zásluhy s korunou
- Stříbrná jubilejní medaile
- Jubilejní pamětní medaile
- Jubilejní pamětní medaile pro státní zaměstnance